# Mairerie de Bordeaux
La Mairerie de Bordeaux était un hôtel particulier, demeure du maire et de sa famille au XVIIe siècle.
Aujourd'hui, elle est située 20 rue des Ayres, cachée du regard des passants, aménagée en presbytère de l'actuelle église Saint-Paul-Saint-François-Xavier. 
Elle est inscrite à l'Inventaire supplémentaire des Monuments historiques depuis le 8 octobre 1993.  

## La demeure des maires
Peu d’informations nous renseignent sur l’origine de la mairerie. L’hostau de la Majoria semble avoir été construit dès le XIIIe siècle, époque de la naissance de la commune et de la fonction de maire, peut-être par Raimon Colon, élu maire de Bordeaux en 1242, sans que cela puisse toutefois être confirmé, puisque la première mention de cette maison date du début du XVe siècle dans les registres de la jurade. Elle serait finalement la première des maisons patriciennes.
Le XIIIe siècle est pour Bordeaux une période prospère. Sous domination anglaise depuis le siècle précédent, la ville bénéficie du fructueux commerce du vin avec l’Angleterre. C’est également l’époque du renforcement des libertés communales. De grandes familles bourgeoises se sont développées, ont gagné en fortune et influence. Ce sont ces dernières, comme les Beguey, les Colon, les Calhau, les Soley, qui prétendent au rôle de maire de la ville, une fonction alors de plus en plus importante. Lorsque Bordeaux redeviendra française au XVe siècle, le maire sera toujours en place, mais choisi au sein des lieutenants du roi ou maréchaux de France et non plus au sein de la bourgeoisie locale.
Une maison digne de ce rang devait donc être construite. Elle est placée à proximité du quartier marchand le plus dynamique de l’époque, dans lequel se construit parallèlement la Grosse Cloche. C’est un édifice modeste, en pierre, mais distingué par une tour carrée, attestée en 1450 par Léo Drouyn, qui n’est pas défensive mais un symbole de puissance. L’hôtel particulier est la propriété de la ville, logement de fonction mis à disposition du maire élu et de sa famille, lieu privé et public, résidence et lieu de vie municipale, de rencontres et de réunions, comme une annexe de l’hôtel de ville. Les Jurats pouvaient s’y réunir occasionnellement lors de réunions ou séances extraordinaires.
Les indications concernant l’histoire de la mairerie sont peu nombreuses et succinctes. Michel de Montaigne aurait séjourné de 1581 à 1585 dans ce pôle du pouvoir municipal qui accueillait de grandes personnalités bordelaises. 
L’entretien et la mise en valeur des bâtiments dépendaient des moyens financiers de la ville, des événements politiques et de la personnalité du maire. En 1618, un nouveau maire vient d’être élu, le marquis Henri Desprez de Mompezat, et le bâtiment austère qu’était la mairerie au Moyen Âge connait alors des travaux de réparations et de nouvelles constructions afin de loger correctement le maire, et à la mode de l’époque. 

### Décadence de l’autonomie municipale
En 1620, les élections sont repoussées par décision du roi Louis XIII qui séjourne à Bordeaux, jugeant alors que la fonction n'était pas nécessaire, rendant ainsi vacant le rôle le plus important de la magistrature de la ville, jusqu’en 1653. Sans véritable affectation, la mairerie est louée à des plusieurs particuliers, seigneurs ou jurats, jusqu’en novembre 1637, au moment où elle est cédée à la Cour des Aides puis à la Chambre de l’Edit. De nombreuses réparations interviennent en 1633 ou encore 1637. En 1653 un nouveau maire est enfin nommé par le roi, Godefroy, comte d’Estrades, en fonction jusqu’en 1675.
Toutefois, dès 1659, des négociations sont engagées entre les Jésuites et les Jurats. Ces derniers étaient désireux de vendre ce bâtiment devenu vétuste et irréparable. Le coût des travaux nécessaires à remettre à disposition le logement au maire était bien trop élevé pour la ville. En avril 1662 est finalement signé un contrat de vente avec les Jésuites, qui peuvent s’installer dans la mairerie et construire leur église. Des travaux vont être entrepris, détruisant le vieux corps de logis donnant sur la rue des Ayres, mais conservant les bâtiments de la mairerie datant du XVIIe siècle, encore en état. De nouveaux bâtiments ont été construits, dont l’un porte le numéro 20, toujours existant, appartenant à la ville de Bordeaux, réaménagé en 1967. Le presbytère et la galerie restante des anciens bâtiments, ont été restaurés à cette même date par la ville. Concernant le logement de fonction du maire après 1662, il a été déplacé dans l’hôtel de Nesmond, rue Porte-Dijeaux, acquis grâce à la vente de la mairerie, devenu ensuite le logement du gouverneur de province. 

## Description architecturale

### Du Moyen Âge au début duXVIIesiècle
L'Hôtel de la Mairerie ou L’hostau de la Majoria date probablement du XIIIe siècle. Très peu d’informations sur son état au Moyen Âge nous sont parvenues. Mais en prenant en considération le fait que cet hôtel particulier servait également de lieu de réception, nous pouvons émettre l’hypothèse que l’édifice possédait une salle de rassemblement et d’audience. De plus, quelques documents mentionnent un jardin et une tour surmontant l’édifice.

### La tour
Construite en pierre sur quatre niveaux et de forme carrée, percée de baies géminées, la tour mesurait deux mètres cinquante de côté et environ quinze mètres de hauteur. Les parties sont plus récentes et datent vraisemblablement du XVIe siècle. Elle est aujourd’hui visible depuis le jardin du presbytère de l’église, entourée de constructions plus modernes. 

### Les travaux de 1618-1619
La Mairerie est surtout référencée dans les documents écrits au XVIIe siècle. En effet, la Mairerie subit d’importantes modifications menées par Claude Maillet pour le confort du nouveau maire Henri Desprez de Mompezat, qui changent son aspect initial entre 1618 et 1619.
La nouvelle Mairerie, longue de cent un mètres, s’étend en plan irrégulier. Elle donnait sur la rue des Ayres et sur la Rue de Gourgues (ou de Guyenne) et était large de dix-huit mètres sur chacune de ces deux rues.

### L’ancien corps de logis
Aujourd’hui disparu, un premier corps de logis donnait en façade sur la rue des Ayres. Cet espace abritait vraisemblablement les logements des domestiques au début du XVIIe siècle. La date d’édification nous est inconnue et il mesurait environ trente-deux mètres de long. Dans un rapport d’expertise rédigé en mars 1659, il est décrit « fort vieux et ruiné », les murailles « fendues et crevassées ». Les parties en bois, dont les planchers et la charpente, étaient pourries et rongées par l’humidité. Des répartitions visant à remplacer les parties en bois sont entreprises en 1619. De nouvelles restaurations sont menées en 1633.
Ce vieux logis est partiellement détruit lors des travaux entrepris pour la construction d’une nouvelle église par les Jésuites au début des années 1660. Entre la fin du XIXe et le début du XXe siècle, il est détruit et remplacé par des immeubles.

### La nouvelle construction
Un nouveau bâtiment est élevé entre 1618 et 1619 entre la cour (quarante mètres sur treize environ) et le jardin (environ vingt mètres de long). A l’ouest du bâtiment, deux écuries sont bâties dès 1618, mais elles brûlent en 1636 et ne font pas l’objet d’une reconstruction. Les cuisines étaient situées dans un pavillon de petite dimension à l’écart de l’édifice, comme il était d’usage à l’époque afin d’éloigner les nuisances olfactives et auditives. Cette nouvelle construction occupe une superficie d’environ neuf cent cinquante mètres carrés.

### Le nouveau corps de logis et la loggia

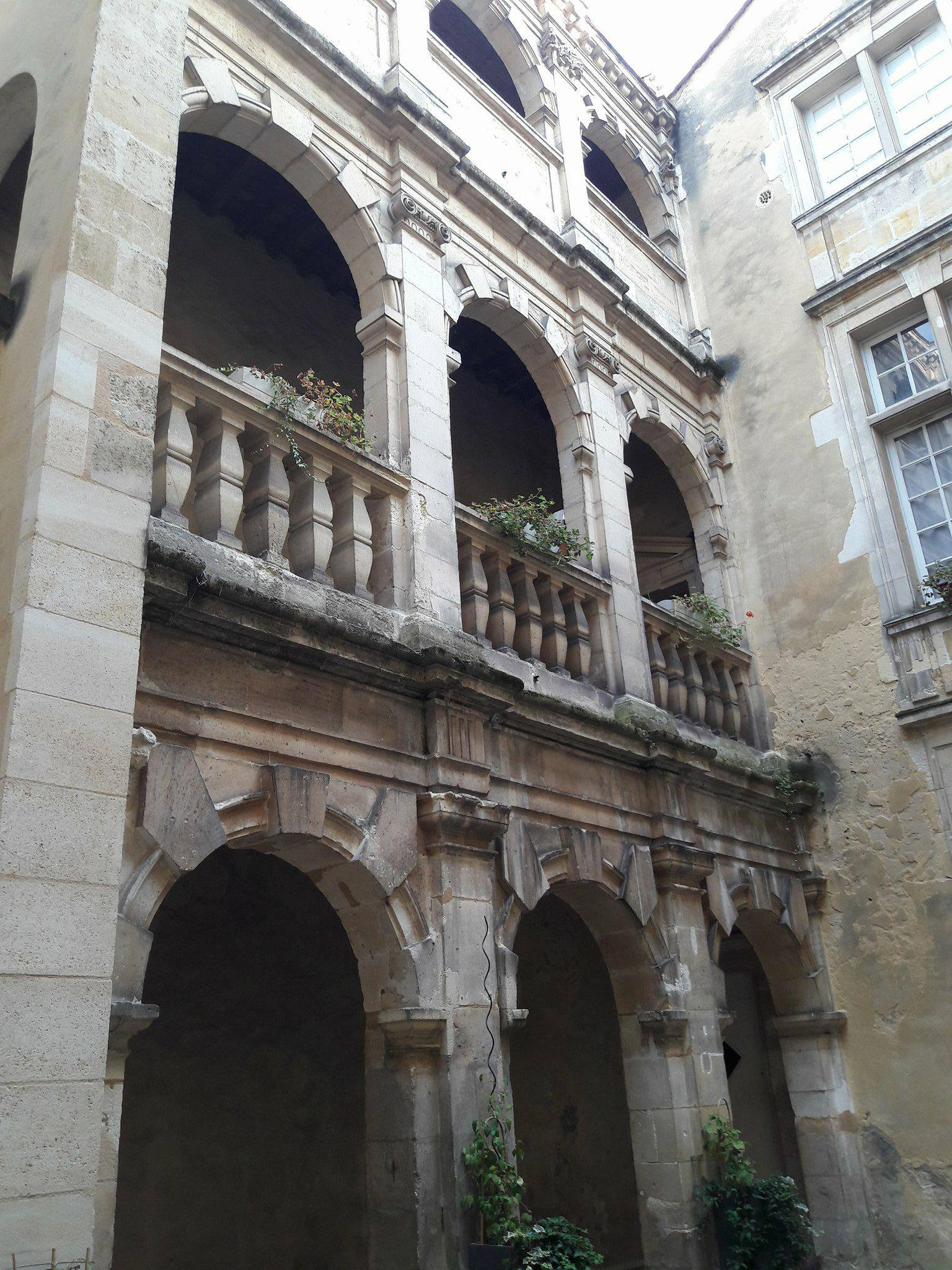
Vue de la galerie à arcades

Ce nouveau bâtiment comprend un corps de logis principal et une loggia, une galerie à arcade encore visible aujourd’hui. Le rez-de-chaussée du corps de logis comporte trois fenêtres et deux portes dont la plus basse est surmontée d’un oculus. Une grande salle donnait sur le jardin et la cour. Les deuxième et troisième étages sont percés d’ouvertures sans ornement particulier.
Recouvert de crépi, le mur est percé de baies entourées de pierres de taille. Aucune recherche de symétrie n’est perçue dans la construction.

La galerie est la partie architecturale la plus étudiée. Construite en pierres de taille, elle s’élève sur trois niveaux. Elle présente une architecture sobre, symétrique et classique, inspirée de l’architecture antique. Chaque niveau est percé de trois travées identiques et symétriques. La construction est marquée par un jeu de pilastres sculptés. L’ornementation de ces derniers reprend la règle des ordres superposés, en imitant les trois ordres antiques du moins orné au plus orné. Ainsi, le décor du rez-de-chaussée reproduit l’ordre dorique, celui du premier étage l’ordre ionique et enfin le second étage l’ordre corinthien. 

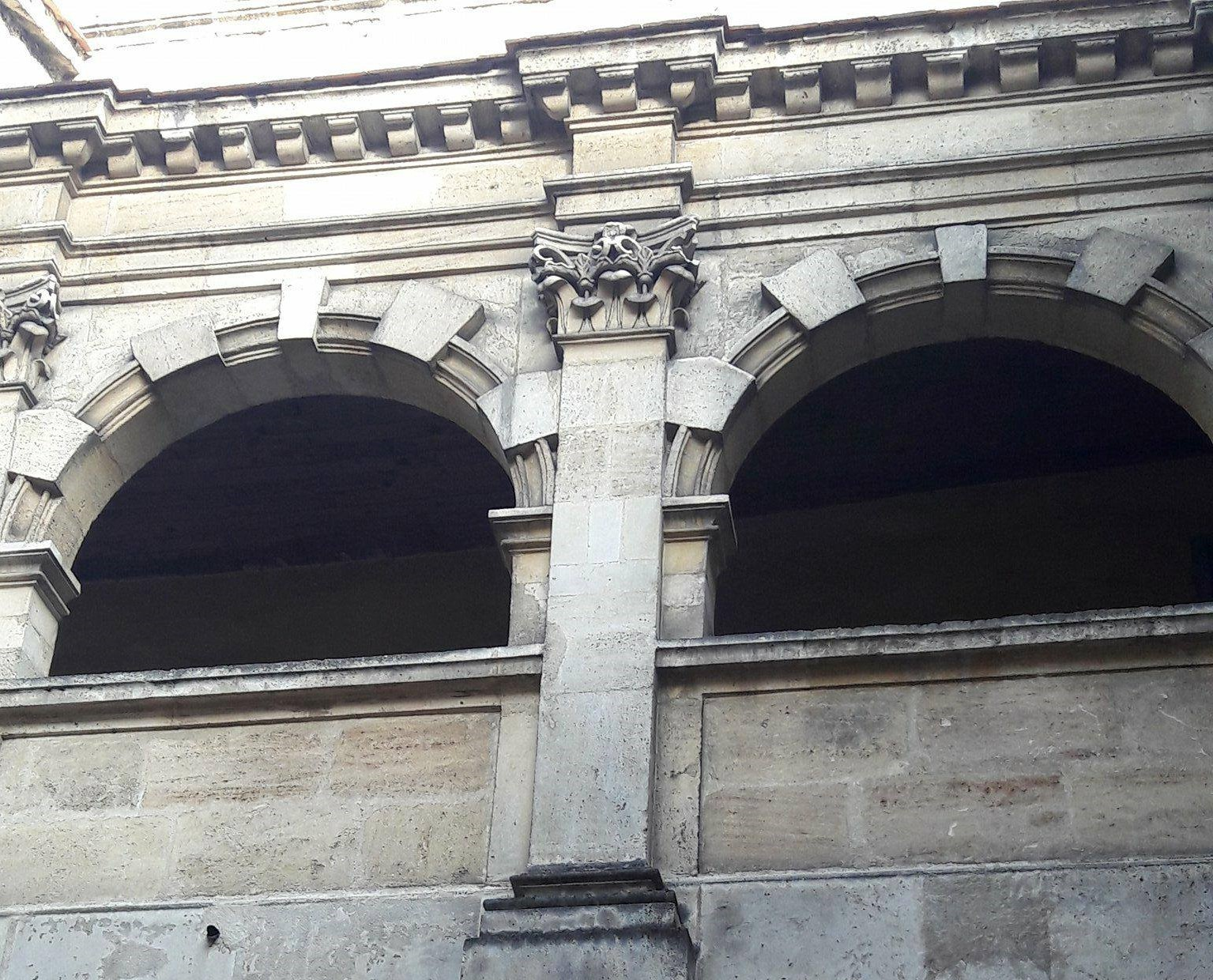
Détail du troisième niveau de la galerie à arcades

 Cette règle architecturale est omniprésente dans les constructions italiennes de la Renaissance, depuis l’édification du Palais Rucellai à Florence par Leon Battista Alberti.
Au rez-de-chaussée, les pilastres, massifs, ne possèdent aucune base. L’entablement à chaque niveau, comprend une architrave à deux fasces (au lieu de trois selon les constructions antiques), nue, sans décor.
Au deuxième niveau, les pilastres sont plus fins, moins massifs. Au troisième niveau, la corniche est ornée de modillons.
A l’extrémité de la galerie s’ouvre une porte donnant sur les appartements.

### Après la vente de 1662
Les Jésuites construisent une nouvelle église Saint-Paul-Saint-François, sur les fondations de l’ancienne Mairerie qui présente un état de délabrement. Plusieurs parties de l’édifice sont détruites. La cour intérieure est conservée, de même que la tour et la galerie à arcades. La Mairerie est aménagée en presbytère et aucune façade ne donne sur rue.

### Les restaurations
Le presbytère et la galerie ont été restaurés par la ville de Bordeaux en 1967.

## L'inscription aux Monuments historiques
Depuis le 8 octobre 1993, l'Hôtel de la Mairerie de Bordeaux est partiellement inscrit à l’inventaire supplémentaire des Monuments Historiques. Les éléments inscrits font partie des bâtiments subsistants du XVIIe siècle, soit :
- Les galeries de circulation
- Les façades et toitures du presbytère situé entre cour et jardin
- La travée du balcon et toiture correspondante de l'immeuble situé dans la partie Ouest de la cour
- Les façades et toitures de l'ancienne cuisine et de la tourelle d'angle édifiée dans l'ancien jardin

Ils ont été considérés comme d’ « intérêt d’art suffisant », grâce à la « rareté et qualité de l’architecture », notamment concernant la galerie de circulation sur trois niveaux avec ordres antiques superposés.
Juridiquement, par cette inscription - même partielle -, les propriétaires se doivent d'avertir l'architecte des Bâtiments de France minimum quatre mois auparavant avant d'entamer une modification d'une partie ou du monument.
Le monument appartient aujourd’hui à la ville de Bordeaux, et l’association dominicaine Stella, le Couvent des Dominicains, en est l’emphytéote depuis 1968.
Aujourd’hui, les vestiges de l’Ancienne Mairerie ne sont plus accessibles au public. 

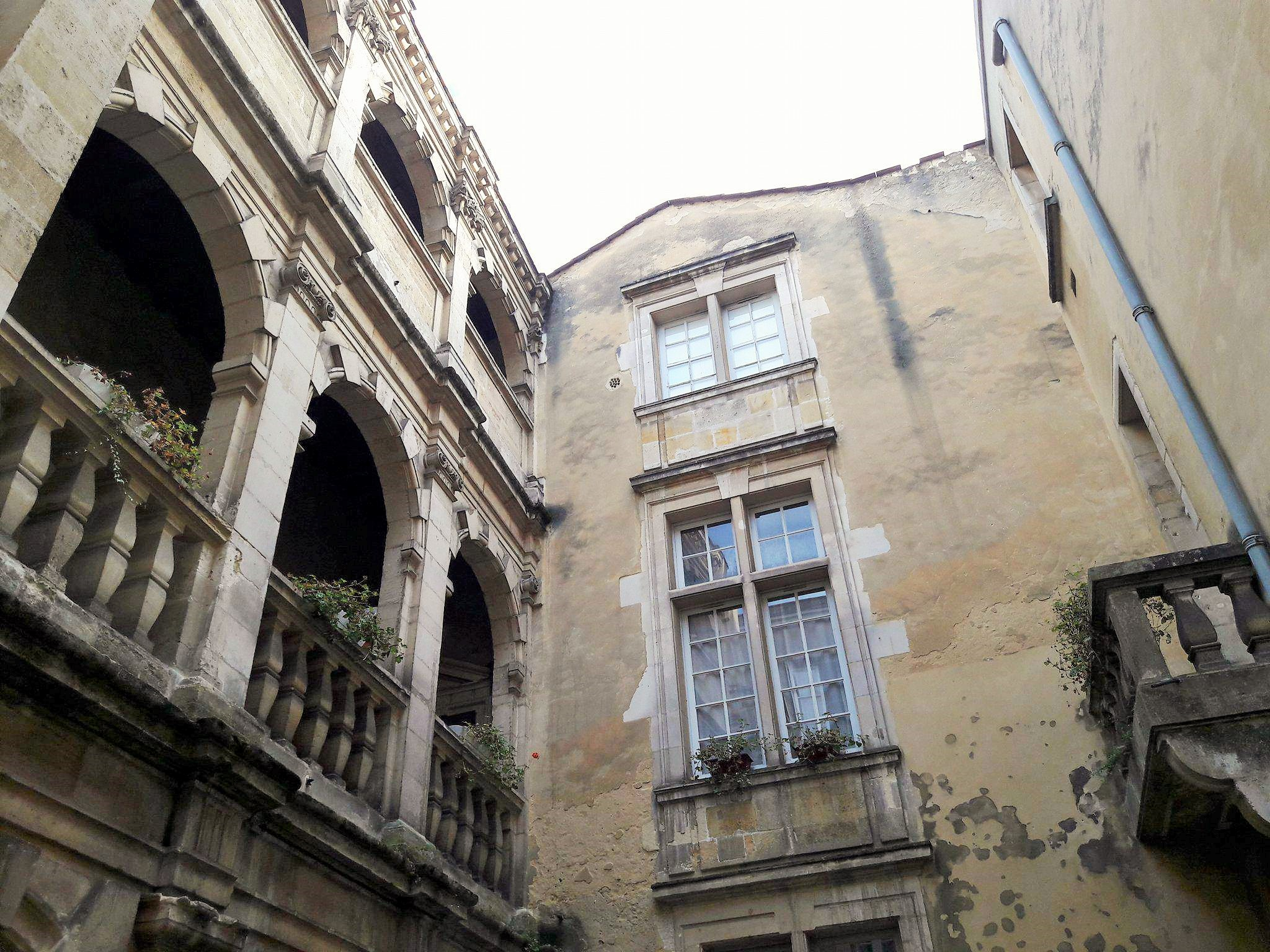
Vue d'ensemble de la cour du presbytère
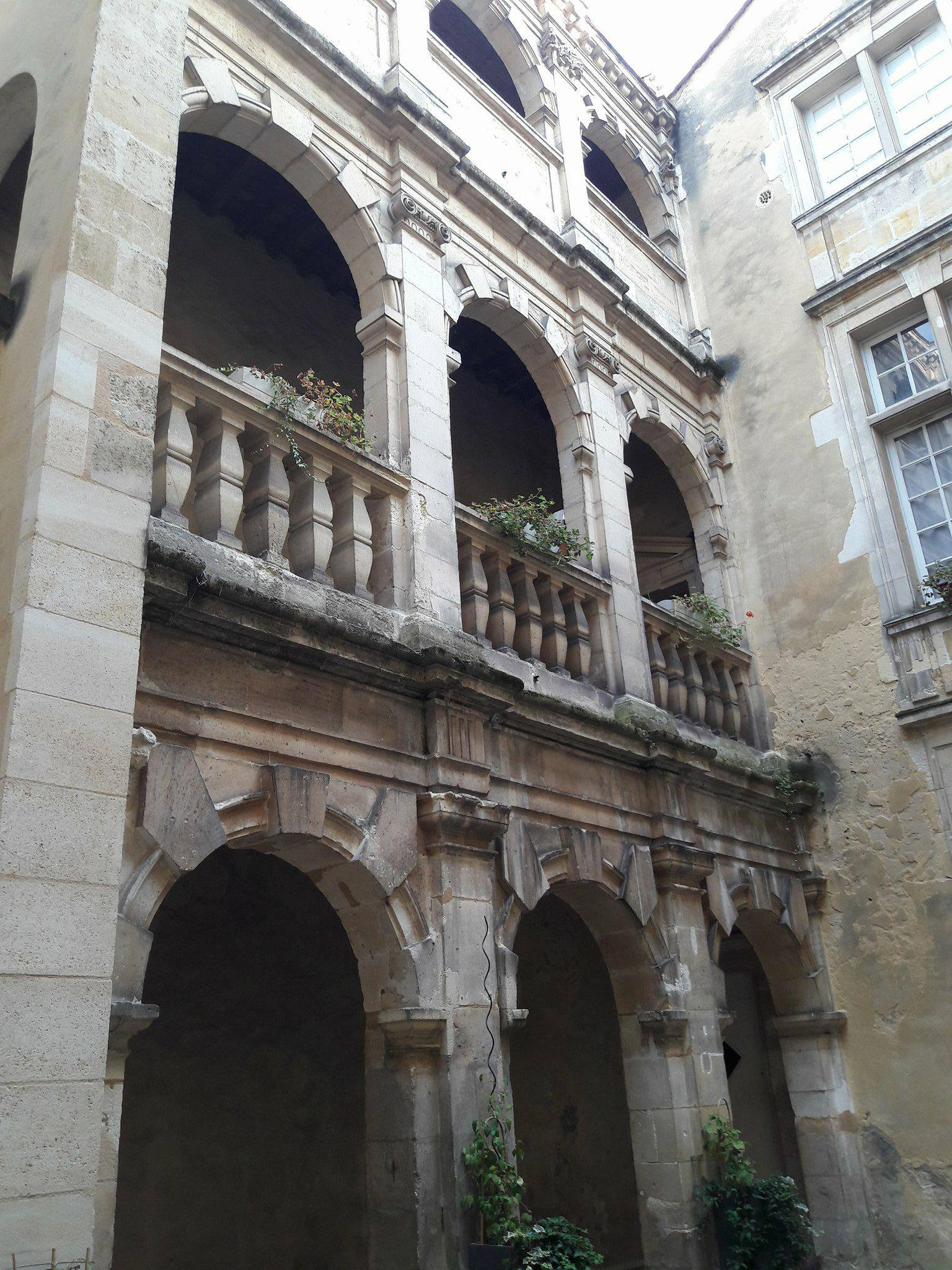
Vue de la galerie à arcades
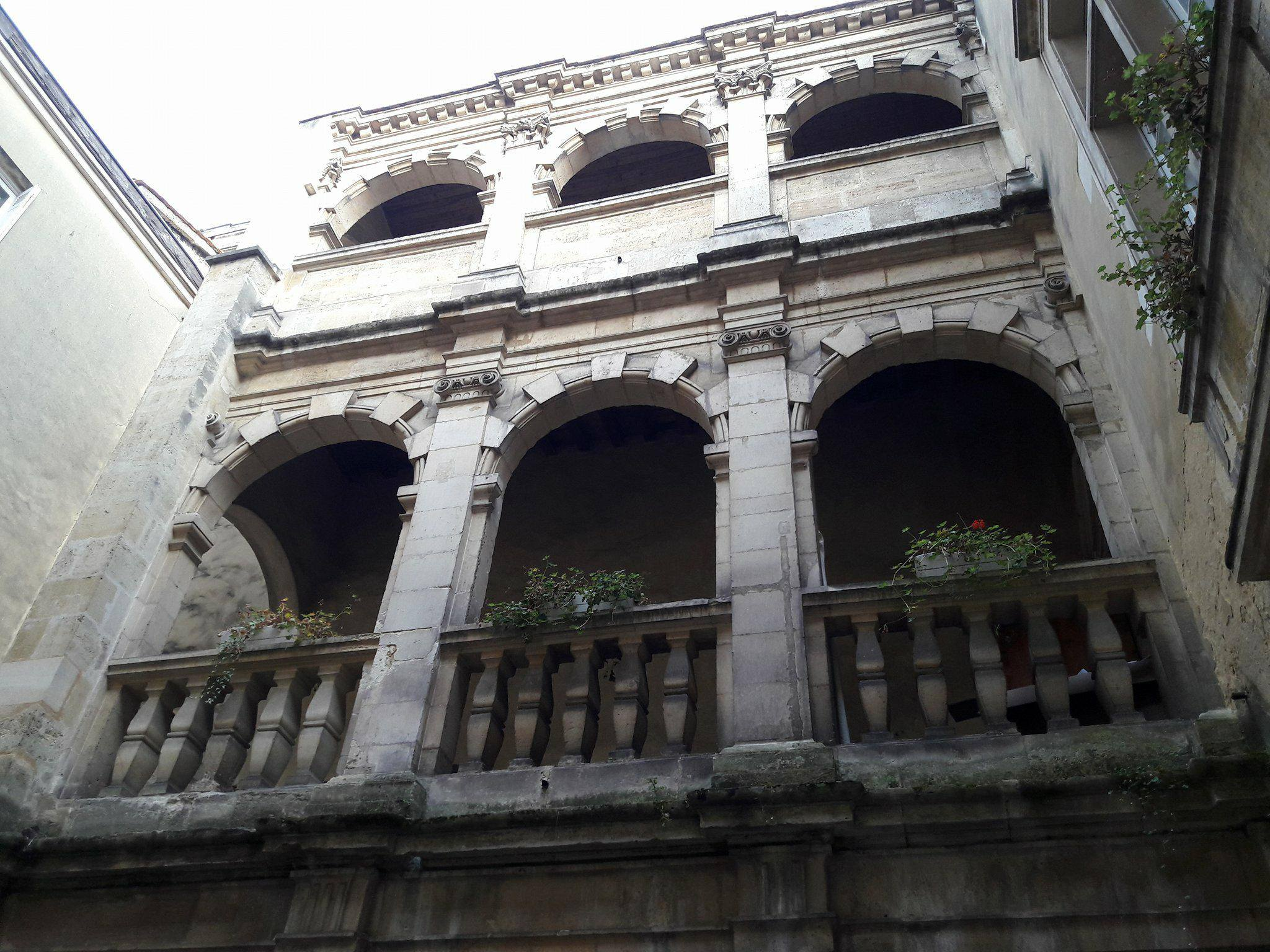
Détail de la partie supérieure de la galerie
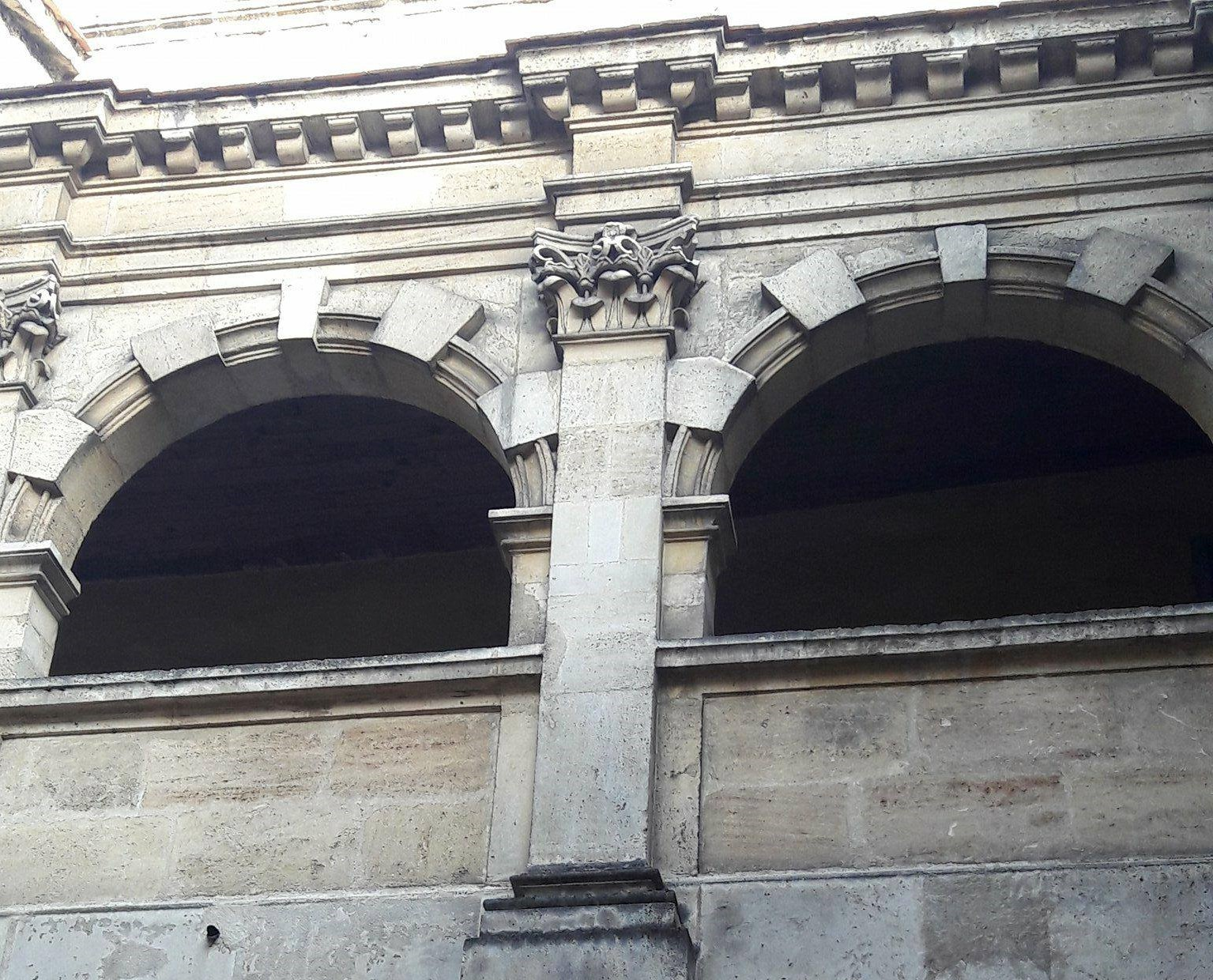
Détail du troisième niveau de la galerie à arcades